# Santa Lucia

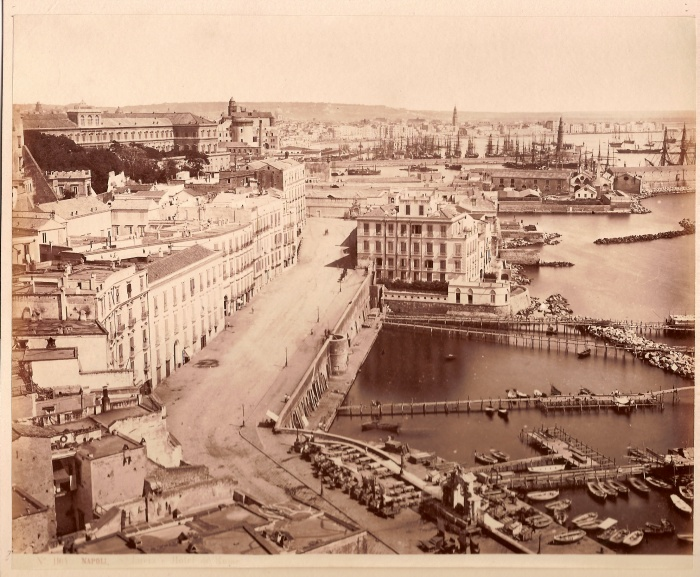
Неаполітанський район Санта Лючія, краєвид XIX століття

Са́нта Лючі́я (італ. Santa Lucia) — популярна народна неаполітанська пісня. Опублікував Теодоро Коттрау (1827–1879) 1849 року. Італійський текст часто приписують Енріко Коссовичу. Санта Лючія вважається першою неаполітанською піснею, переклад якої з'явився з цього діалекту італійською мовою.
Текст пісні описує мальовниче прибережне містечко й однойменну затоку Санта Лючія (нині - район Неаполя) на березі Неаполітанської затоки.
Уперше грамзапис пісні здійснив Енріко Карузо 1916 року на студії компанії Victor. Пісню наспівав Елвіс Преслі для альбому Elvis For Everyone!. Згодом вона увійшла до репертуару багатьох відомих виконавців - Тіто Ґоббі, Джузеппе Ді Стефано, Мірей Матьє, Робертіно Лоретті та ін. Переважно її виконують італійською, зрідка - іншими мовами. Оригінальну неаполітанську версію виконав, зокрема, Джанні Ламанья.  
Санта Лючія стала широко відомою в скандинавських країнах, де її співають під час святкування дня Святої Луції, що припадає на 13 грудня.

## Оригінальний неаполітанський текст
Comme se frícceca

la luna chiena…

lo mare ride,

ll'aria è serena…

Vuje che facite

'mmiez'a la via?

Santa Lucia!

Santa Lucia!

II

Stu viento frisco,

fa risciatare,

chi vò' spassarse

jènno pe' mare…

E' pronta e lesta

la varca mia…

Santa Lucia!

Santa Lucia!

III

La tènna è posta

pe' fá na cena…

e quanno stace

la panza chiena,

non c'è la mínema

melanconia!

Santa Lucia!

Santa Lucia!

Pòzzo accostare

la varca mia?

Santa Lucia!

Santa Lucia!…

## Класичний італійський текст (Енріко Коссович, 1849)
Sul mare luccica l'astro d'argento.

Placida è l'onda, prospero è il vento.

Sul mare luccica l'astro d'argento.

Placida è l'onda, prospero è il vento.

Venite all'agile barchetta mia,

Santa Lucia! Santa Lucia!

Venite all'agile barchetta mia,

Santa Lucia! Santa Lucia!

Con questo zeffiro, così soave,

Oh, com’è bello star sulla nave!

Con questo zeffiro, così soave,

Oh, com’è bello star sulla nave!

Su passegieri, venite via!

Santa Lucia! Santa Lucia!

Su passegieri, venite via!

Santa Lucia! Santa Lucia!

In fra le tende, bandir la cena

In una sera così serena,

In fra le tende, bandir la cena

In una sera così serena,

Chi non dimanda, chi non desia.

Santa Lucia! Santa Lucia!

Chi non dimanda, chi non desia.

Santa Lucia! Santa Lucia!

Mare sì placida, vento sì caro,

Scordar fa i triboli al marinaro,

Mare sì placida, vento sì caro,

Scordar fa i triboli al marinaro,

E va gridando con allegria,

Santa Lucia! Santa Lucia!

E va gridando con allegria,

Santa Lucia! Santa Lucia!

O dolce Napoli, o suol beato,

Ove sorridere volle il creato,

O dolce Napoli, o suol beato,

Ove sorridere volle il creato,

Tu sei l'impero dell'armonia,

Santa Lucia! Santa Lucia!

Tu sei l'impero dell'armonia,

Santa Lucia! Santa Lucia!

Or che tardate? Bella è la sera.

Spira un'auretta fresca e leggiera.

Or che tardate? Bella è la sera.

Spira un'auretta fresca e leggiera.

Venite all'agile barchetta mia,

Santa Lucia! Santa Lucia!

Venite all'agile barchetta mia,

Santa Lucia! Santa Lucia!

## Виноски
1. ↑  Snav.it. Napoli: “Santa Lucia” canzone popolare di Teodoro Gottrau e Enrico Cossovich (італ.). Процитовано 29 листопада 2011.

## Музичні джерела й посилання
- Santa Lucia [Архівовано 14 липня 2015 у Wayback Machine.] - версія на неаполітанському діалекті у виконанні Джанні Ламаньї
- Santa Lucia [Архівовано 2 травня 2015 у Wayback Machine.] у виконанні Енріко Карузо
- Ноти для фортепіано [Архівовано 17 вересня 2013 у Wayback Machine.]